# Георг II фон Кирхберг
Георг II (III) фон Кирхберг (на немски: Georg II (III) Burggraf vpn Kirchberg; * 10 януари 1569; † 3 ноември 1641) е бургграф на Кирхберг, граф на Сайн-Хахенбург и господар на Фарнрода.
Той е син на Зигмунд II фон Кирхберг († 1570) и втората му съпруга Сибила фон Изенбург-Бюдинген-Келстербах († 1608), дъщеря на граф Антон I фон Изенбург-Бюдинген-Ронебург († 1560) и графиня Елизабет фон Вид († 1542).
Георг II фон Кирхберг умира на 3 ноември 1641 г. на 72 години и е погребан във Фарнрода.

## Фамилия
Георг II фон Кирхберг се жени на 9 ноември 1600 г. в Ронебург за графиня Маргарета фон Глайхен (* 28 май 1556; † 14 януари 1619 във Фарнрода), вдовица на граф Гюнтер фон Валдек-Вилдунген († 23 май 1585), дъщеря на граф Георг фон Глайхен-Тона († 1570) и Елизабет цур Плесе († 1556). Те имат седем деца:
- дете
- син
- дъщеря
- Зигмунд Хайнрих († 1646), бургграф на Кирхберг
- Антон
- Волфганг Филип
- Волфганг Крафт

Георг II (III) фон Кирхберг се жени втори път на 18 март 1620 г. в Гера за Доротея Магдалена Ройс-Гера (* 25 февруари 1595; † 29 октомври 1646), дъщеря на Хайнрих II „Млади“ Ройс-Гера XXIX фон Плауен († 1635) и Магдалена фон Хоенлое-Нойенщайн-Вайкерхайм († 1596). Те имат две деца:
- Сибила Магдалена (* 24 юли 1624; † 24 февруари 1667), омъжена на 10 август 1648 г. в Шлайц за граф Хайнрих I Роус-Оберграйц (* 3 май 1627; † 8 март 1681)
- Георг Лудвиг (* 2 февруари 1626; † 5 август 1686), бургграф на Кирхберг, женен I. на 14 октомври 1649 г. в Лангенбург за Анна Магдалена фон Хоенлое-Лангенбург (* 15 февруари/април 1617; † 4 октомври 1671), II. на 7 септември 1673 г. в Маркзул за Магдалена Кристина фон Мандершайд-Бланкенхайм-Геролщайн (* 15 март 1658; † 9/19 октомври 1715)